# 哈苏
哈苏（瑞典語：Victor Hasselblad AB）是位於瑞典哥德堡的一家胶卷照相机生产商，作为一家商业公司建立於1841年。在19世纪80年代，销售伊士曼柯达公司的照相产品，在第二次世界大战期间，照相部门发展起来，哈苏被委任为瑞典皇家空军发展一种航空用照相机。战后，照相产品转变为民用，於1948年推出的哈苏1600F作为一种中画幅格式的SLR（单镜头反光相机）相机变成了许多摄影爱好者的选择。
哈苏相机最著名的一次使用是在阿波罗登月计划中当人类第一次踏上月球时。在登月计划的任务中，几乎所用的照片都是用改良过的哈苏相机拍摄的。
哈苏相机也被广泛地使用於专业摄影师和高级别的业余爱好者，其中的一个原因是6x6cm尺寸胶卷连同一只著名、耐用和精密的蔡司镜头所产生的照片品質要优於更小尺寸的胶卷。哈苏与蔡司两个标志的组合就代表着较好的的画质、精确的曝光、顺畅地操作以及无比的耐用性。

## 历史

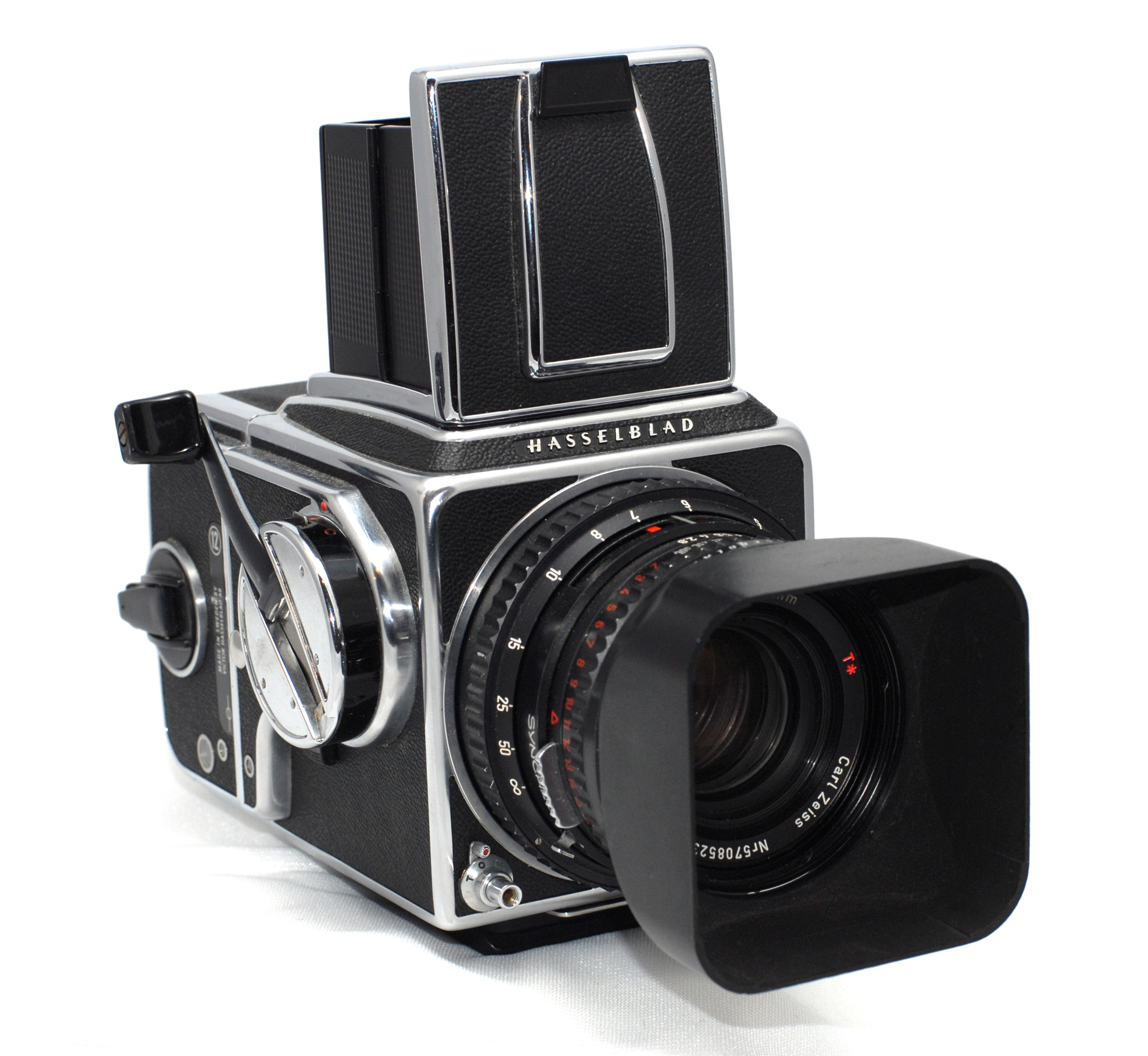
哈蘇500 C/M連蔡司鏡頭

1816年出生于瑞典哥德堡市的弗里茨·哈塞尔布拉德，青年时代曾热衷于鸟类摄影，并对当时市场上的徕卡、康泰时、格拉弗莱克斯及禄来等相机耳熟能详。他的梦想就是制造一台“可以更换镜头、胶片盒和取景器的单镜头反光相机”。
第二次世界大战爆发后，瑞典空军从维克托·哈塞尔布拉德发表的文章中了解到他对先进的相机设计思想，便订购侦察用的相机。为此，哈苏于1941年制成了第一台航空相机――HK7型，并随后为陆军设计制造了SKA4、SKA5和MK80型相机。在1941年至1945年间，哈苏公司交付瑞典空军和陆军使用的相机共有36台。
诞生于1948年的哈苏首台中画幅单镜头反光相机1600F，标志着哈苏相机开始进入一般摄影领域。它可靠的性能和优异的成像质量不仅很快受到专业摄影师的青睐，由于其当时独创的十字准线标记注册镜头可有效防止由于多部相机拍摄造成的照片来源混淆的情况出现，因此引起了美國太空總署的重视。1969年，阿波罗宇宙飞船首航月球，那张人类首次登上月球的照片就是使用哈苏相机拍摄的，哈苏相机从此更是名声显赫。
在中画幅相机的发展史上，哈苏的地位也是举足轻重的：它最早采用镜间快门，实现了1/500秒的闪光同步速度；最早采用自动收缩光圈，摆脱了收放光圈的繁琐；它的外形设计几十年很少变化，但内部结构的改进和功能的增加，演绎出众多新机型。

## 數位時代

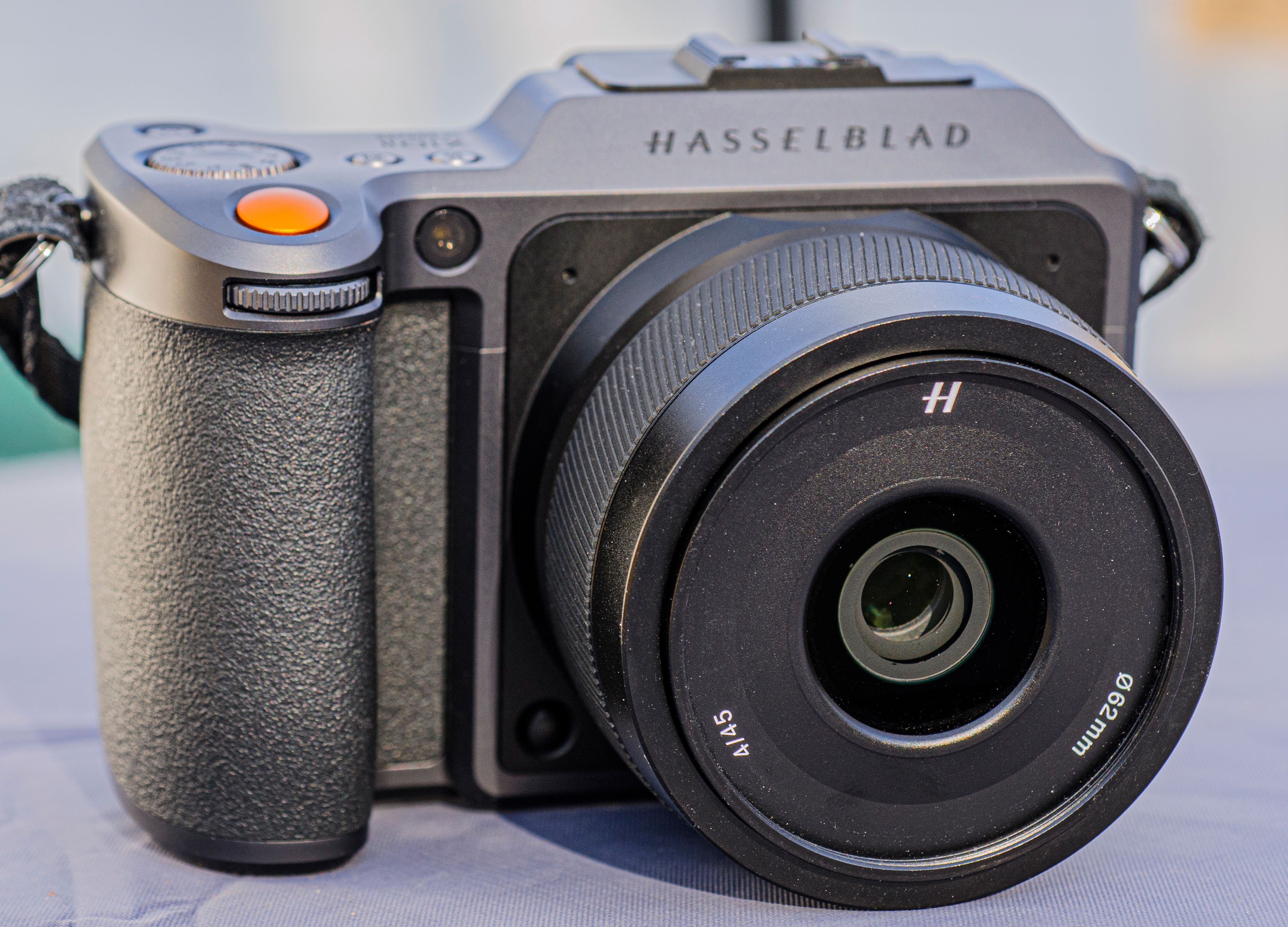
哈蘇X1D II 50C照相機

哈苏的高端數碼相機是H3D、H3DII及H4D系列，H4D-60最高分辨率為六千万像素，H4D-200MS最高分辨率為2亿像素。
2012年9月哈苏发布新款中画幅相机H5D。其共有四千万、五千万、六千万以及2亿像素四个版本。
2022年9月7日哈苏正式推出全新一代一亿像素中画幅无反数码相机X2D 100C。
2024年1月24日哈苏正式发布全新907X&CFV 100C无反中画幅相机。

## 早期型号分类
- 早期的F系列相机  哈苏相机伸缩皮腔二、超广角S系列相机
- 500系列的“主干”500、503型
- 500系列中的EL型
- 500系列的“枝干”C型
- 新的2000系列
- 哈苏的200系列
- 特殊用途相机及最新35毫米双制式相机

## 合作

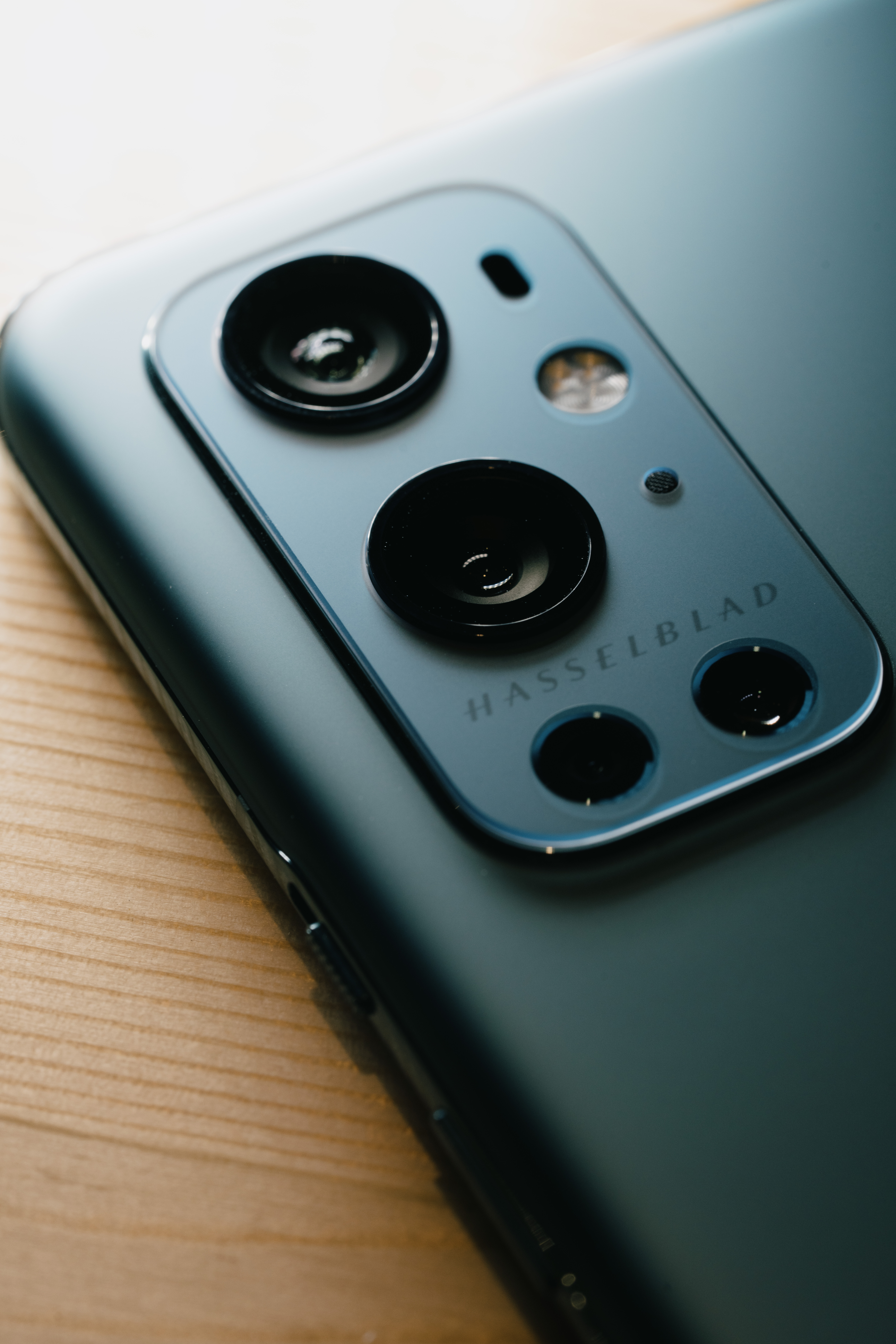
一加手機9的哈蘇相機鏡頭

2012年，哈蘇開始營銷索尼數碼相機的重新設計版本。
2021年3月，哈蘇與一加進行達成三年的長期合作，未來會共同推動OnePlus旗艦手機的相機系統發展，首部合作發展的智能手機是一加手机9。

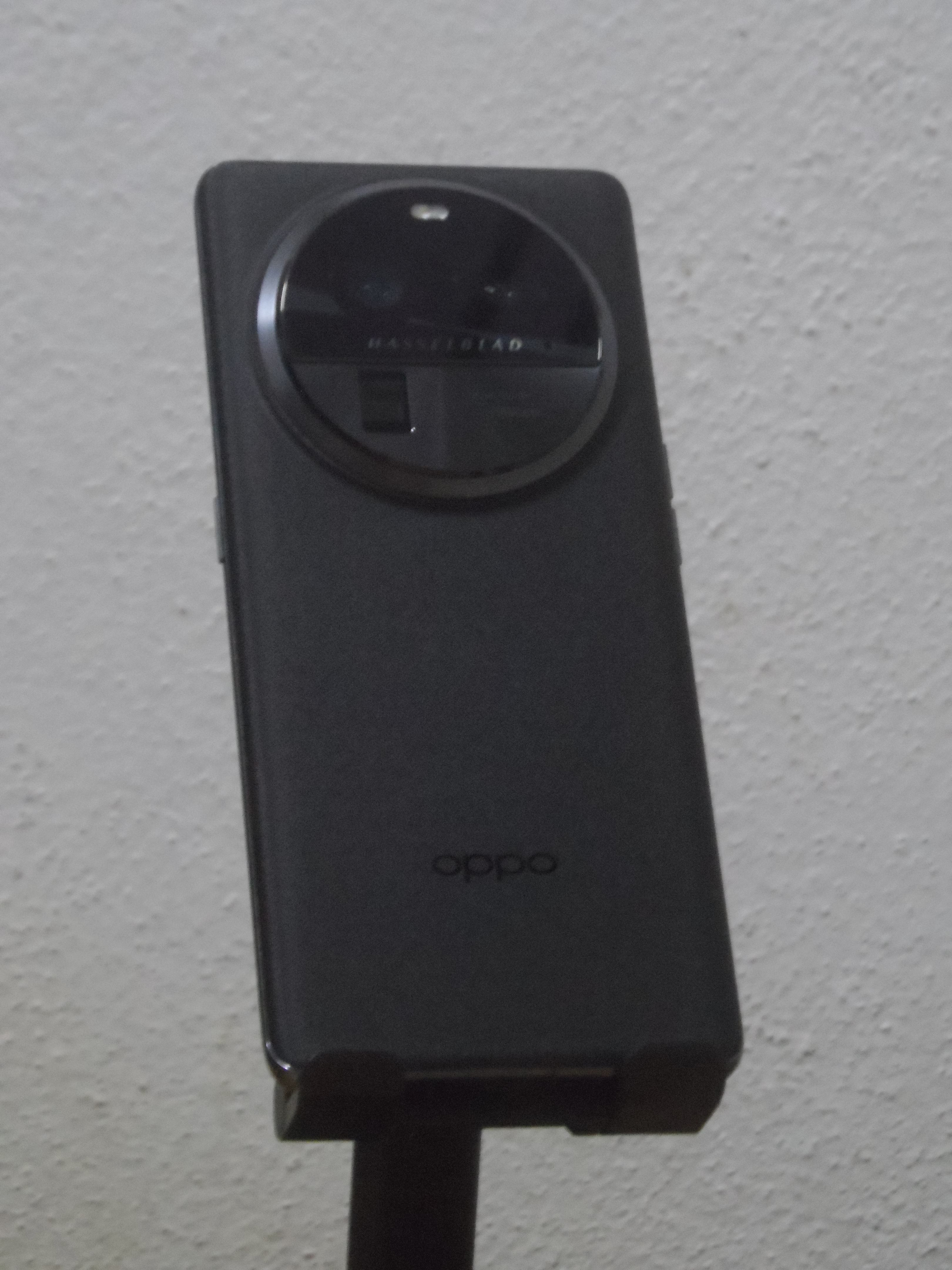
OPPO Find X6應用哈蘇拍攝技術，並加入「哈蘇色彩調節系統」的色彩校正

2022年2月，OPPO發表旗下新型智能手機OPPO Find X5系列將會採用與哈蘇相機技術的鏡頭設計，藉此提升相機拍攝體驗。